# Farnbach (Reichenbach)
Der Farnbach ist ein gut ein Kilometer langer, nordnordwestlicher und rechter Zufluss des Reichenbachs im hessischen Hochtaunuskreis. 

## Geographie

### Verlauf
Der Treisbornbach entspringt auf einer Höhe von etwa 452 m ü. NHN  in einem Mischwald etwa 300 m nordwestlich des Königsteiner Nordzipfels und ein paar Meter nördlich der B 8, die hier auch Limburger Straße genannt wird. Seine Quelle liegt zwischen dem Romberg im Südwesten und dem Speckkopf im Nordosten.
Er fließt zunächst, begleitet von der Bundesstraße, ostsüdostwärts durch ein bewaldetes Tal. Bei der Flur Untere Speckwiese spaltet sich der Bach in zwei Arme auf, die kurz danach den aus dem Reichenbachtal kommenden Tillmannsweg kreuzen, und sich nur wenig bachabwärts in der Flur Haderheck wiedervereinigen. Etwas südwestlich davon lag einst ein Steinbruch mit Grünschieferklippen. Die Arbeiten zum Ausbau der „Limburger Chaussee“ begannen in den 1770er Jahren und endeten so um 1820. Die damals dort entstandenen Steinwände ragen steil bis zu 12 m Höhe auf. Nicht weit davon entfernt im Westen verläuft der nach dem Zweiten Weltkrieg erbaute Kreuzweg Romberg.
Der Bach zieht nun in Richtung Südosten zwischen den Ein- und Zweifamilienhäusern  der Straße im Hadereck und dem auf der anderen Seite der B 8 liegenden Friedhof Königstein entlang, wechselt dann sanft nach Osten und verschwindet zeitweise verrohrt in den Untergrund. Er läuft dann stark begradigt und zum Teil auch unterirdisch verdolt in Richtung Süden zwischen der Straße Im Fasanengarten im Westen und der Altkönigstraße im Osten, kreuzt noch die Limburger Straße und fließt dann direkt westlich dieser Straße entlang durch das als Baudenkmal geschützte Viertel um die Altkönigstraße mit seinen prächtigen Villen.
Etwas südlich der Ecke Limburger Straße/Le-Cannet-Rocheville-Straße mündet er schließlich auf ungefähr 367 m von rechts in den aus dem Nordnordosten heranziehenden Reichenbach.

### Einzugsgebiet
Das Einzugsgebiet des Treisbornbach liegt im Naturraum Feldberg-Taunuskamm und wird über Reichenbach, Liederbach, Main und Rhein zur Nordsee entwässert.
Es grenzt
- im Osten an das des Reichenbachs.
- und im Westen an das des Rombachs

Das Einzugsgebiet ist im Nordwesten fast vollständig bewaldet und im Südosten liegt die Stadt Königstein.
Die höchste Erhebung ist der 540,6 m hohe Romberg. Ein weiterer Berg ist der Speckkopf mit einer Höhe von 526 m.